# Montrieux-en-Sologne
Montrieux-en-Sologne là một commune thuộc tỉnh Loir-et-Cher trong vùng Centre-Val de Loire miền trung nước Pháp.